# Tetrahydridoboritan sodný
Tetrahydridoboritan sodný Na[BH4] (neboli borohydrid sodný) je důležitým redukčním činidlem používaným v chemických laboratořích i v průmyslu.
Tetrahydridoboritan sodný lze připravit mnoha různými způsoby. K nejběžnějším patří reakce
hydridu sodného s diboranem nebo s chloridem boritým:
B2H6 + 2 NaH → 2 NaBH4
4 NaH + BCl3 → NaBH4 + 3 NaCl
Nejdůležitější uplatnění nachází tetrahydridoboritan sodný v organické syntéze. Používá se například k redukci karbonylových sloučenin na odpovídající alkoholy.